# San Pietro a Patierno
San Pietro a Patierno è un quartiere di Napoli situato nell'area nordorientale.

## Storia

Stemma del Comune di San Pietro a Patierno fino al 1926

Casale demaniale in epoca angioina, il cui nome si trovava nelle mappe catastali come San Petrus ad Paternum e in italiano anche come San Pietro a Paternio, dall'abolizione del sistema feudale avvenuta per volere di Gioacchino Murat. Dopo l'unità d'Italia e fino al 1926 è stato comune autonomo, quando venne fuso con il comune di Napoli, di cui oggi costituisce la municipalità numero 7 assieme a Miano e Secondigliano (prima ancora rappresentava la circoscrizione numero 16). L'amministrazione del comune era affidata ad un Sindaco e alla giunta comunale composta da 4 assessori, due effettivi e due supplenti. Sia il sindaco che gli assessori venivano nominati dal Consiglio Comunale composto da 15 membri eletti tra gli aventi diritto al voto. Le entrate del Comune di San Pietro a Patierno consistevano soprattutto imposte e tasse sui prodotti della terra, in particolare grano e vino e sul bestiame. I decreti del 15 novembre 1925, 3 giugno 1926 e 30 ottobre 1927 diedero il via alla definitiva inclusione del comune di San Pietro a Patierno insieme a quelli di Secondigliano, Chiaiano, Soccavo, Pianura, Nisida, Ponticelli, Barra e San Giovanni a Teduccio all'interno del più grande comune di Napoli.

### Elenco dei sindaci fino al 1925
Attraverso gli atti dello stato civile è possibile redigere l'elenco dei sindaci del Comune dal periodo murattiano fino alla fusione nel Comune di Napoli:
- 1809 Orazio Cancello
- 1810 Francesco Guarino
- 1813 Salvatore Desiderio
- 1815 Felice Guarino
- 1822 Cosimo Guarino
- 1828 Luigi De Rosa
- 1840 Pietro Guarino
- 1854 Luigi Guarino
- 1858 Giuseppe Marotta
- 1860 Raffaele Iodice
- 1864 Carlo Marotta
- 1866 Cav. Giovanni Cassitto
- 1869 Salvatore Liccardo
- 1870 Domenico Maria Galasso
- 1873 Nicola Mancuso (Regio Delegato Straordinario)
- 1874 Felice Liccardo
- 1879 Prof. Vincenzo Guarino
- 1882 Raffaele Borrelli
- 1885 Cav. Raffaele Barone Pasca
- 1886 Cav. Luigi Cassitto
- 1895 Prof. Vincenzo Guarino
- 1901 Avv. Pietro De Martino
- 1903 Prof.Vincenzo Guarino
- 1910 Pietro Guarino
- 1914 Luigi Cassitto
- 1917 Filippo Calabria
- 1921 Cav. Raffaele Barba

### Costruzione dell'aeroporto
Il vecchio Campo di Marte creato da Murat nel 1816, chiamato poi Piazza d'Armi, iniziò ad essere usato per i primi esperimenti di volo. Il 19 giugno 1921 l'aeroporto venne intitolato al capitano Ugo Niutta. Al termine della guerra la regia aeronautica prese possesso dell'aeroporto. Nel 1950 l'aeroporto fu aperto ai voli civili. A partire da quella data l'aeroporto di Capodichino funzionerà solo per il traffico civile e avrà inizio un continuo sviluppo dello scalo, culminato nel 1995 con la privatizzazione ed un piano di investimenti, per un valore di 145 milioni di euro.

### Commercio e riciclaggio della scarpa
Le strade del quartiere brulicavano di "bancarielli" intorno ai quali i calzolai davano nuova vita a scarpe usate, vendute poi nei mercati cittadini e della provincia. Il lavoro veniva svolto in varie fasi, si iniziava dallo smembrare la vecchia scarpa per ottenerne principalmente tomaia e suola, successivamente la tomaia veniva sistemata su di una forma in ferro detta piastra e attaccata ad una suoletta definita "chiantella". La terza fase consisteva nella pulitura strofinando carta vetrata e poi passando colla di farina per sistemare il pelo della tomaia. Con la suolatura si procedeva ad attaccare la suola, anch'essa preventivamente lavorata. Si creava quindi il tacco con pezzi di suole di scarto, si limava il tutto e poi si passava all'attintatura dapprima con anellina sciolta in acqua e poi con la tintura vera e propria. Infine la scarpa veniva abbellita con cera d'api e spazzolata per essere pronta alla vendita.

### Bombardamento del 4 aprile 1943
Un tragico evento che colpì il quartiere avvenne il 4 aprile 1943, quando un bombardamento da parte degli alleati nel quartiere causò la morte di decine di persone e molti danni. In memoria di questa tragedia, il quartiere ha intitolato al 4 aprile un viale e un largo.
Scosso anche dal terremoto del 1980, il quartiere si sostiene prevalentemente con il commercio all'ingrosso di calzature.

## Geografia fisica
Confina a ovest coi quartieri di Secondigliano e San Carlo all'Arena, a sud col quartiere Poggioreale, a est e a nord col comune di Casoria ed a nord-ovest col
comune di Casavatore.
Pur essendo uno dei quartieri più estesi della città, ha una densità abitativa bassa rispetto alla media comunale e metropolitana dovuta al fatto che gran parte del suo territorio è occupato dall'Aeroporto di Capodichino, dall'aeroporto militare Ugo Niutta e dalla NATO.

## Monumenti e luoghi d'interesse
- Santuario eucaristico di San Pietro Apostolo
- Chiesa di San Pietro a Patierno
- Chiesa di San Tommaso d'Aquino
- Chiesa di Santa Maria della Purità
- Cappella Rurale dell'Addolorata
- Masseria Aquino
- Masseria della Chiesa
- Museo laboratorio della civiltà contadina "Masseria Luce"

## Società
San Pietro a Patierno non si è ancora ben integrata con la città per due motivi fondamentali: da un lato l'identità storica del centro, i cui abitanti hanno continuato a vivere in maniera estranea rispetto alla città nel suo complesso; dall'altro, le politiche del Comune di Napoli, a volte distanti dalle problematiche delle periferie. I dati relativi alla dispersione scolastica sono abbastanza elevati soprattutto nella zona della ricostruzione post-terremoto, nonostante la presenza di quattro scuole elementari. La disoccupazione sfiora punte del 50% per quanto riguarda i giovani, mentre la maggior parte di lavoratori sono impiegati negli enti pubblici. Col concorso istituzionale, si è cercato di rispondere ai problemi mediante due laboratori di educativa territoriale “Calimera” e “Robinson” coordinati dal gruppo “A rezza” che si occupa della formazione degli operatori. Al programma partecipano anche molte associazioni di terzo settore quali il “Centro Idea Caritas”, la “Bussola” e il “Grillo parlante”.

## Cultura

### Religione e culto
La comunità di San Pietro a Patierno festeggia il 29 giugno il suo santo patrono, san Pietro Apostolo.
Il santuario eucaristico dedicato a san Pietro ha origini molto antiche, che risalgono al IX-X secolo. La popolazione, oltre alla devozione al santo, vive un'intensa vita cristiana, nelle due parrocchie del territorio.

## Infrastrutture e trasporti

### Viabilità ciclabile
Nel 2013 è stato presentato da ANEA (Agenzia Napoletana Energia e Ambiente) il progetto per lo sviluppo di itinerari ciclabili in tutti i quartieri del comune di Napoli. Nello specifico, per il quartiere di San Pietro a Patierno, sarebbero interessate ben 17 strade per una spesa stimata intorno ai 339.000€

### Autobus
Il quartiere è raggiungibile tramite gli autobus ANM che lo collegano direttamente con il centro cittadino:
- 182 deposito via Puglie-via Paternum-piazza Carlo III-piazza Cavour-piazza Museo-piazza Dante-via Monteoliveto.
- 184 via delle Galassie (via de Pinedo)-piazza Carlo III-piazza Cavour-piazza Museo-piazza Dante-via Sant'Anna dei Lombardi.

Oltre a:
- Tram 1 Porto (via Cristoforo Colombo)-Emiciclo di Poggioreale (Cimitero).
- 169 Piazza Nazionale-Emiciclo di Poggioreale (Cimitero)-via delle Ginestre (Casalnuovo di Napoli).
- 180 Piazzale Tecchio (stazione di Napoli Campi Flegrei)-Secondigliano-Piscinola (stazione metro linea 1) su piazza Giuseppe di Vittorio.
- C90 (festivi solo mattina) per via Nicola Miraglia e via Cassano (Secondigliano).
- N5 (notturno giornaliero) Parcheggio Brin-Piscinola (stazione metro linea 1) su piazza Giuseppe di Vittorio.

### Stazioni metropolitane e ferroviarie
È in costruzione la stazione Di Vittorio della metropolitana di Napoli servizio dei quartieri San Pietro a Patierno, San Carlo all'Arena e Secondigliano.
San Pietro a Patierno può usufuire delle seguenti stazioni nei dintorni:
- Fs Casoria-Afragola in piazza Dante a Casoria
- Vesuviana Botteghelle a circa 1 km da via Stadera
- Vesuviana Poggioreale a circa 1 km da via Stadera
- Vesuviana Centro Direzionale a circa 2 km da via Stadera
- Vesuviana Volla in Arpino via Lufrano a circa 2,5 km da via Stadera
- Fs Napoli centrale a circa 3 km da piazza Giuseppe di Vittorio
- Metro Fs 2 Napoli p.za Garibaldi a circa 3 km da piazza Giuseppe di Vittorio
- Metro Fs 2 Napoli Gianturco a circa 2 km da via Stadera
- Metro Na 1 Piscinola a circa 3 km da piazza Giuseppe di Vittorio

Nel piano "100 stazioni" redatto dal Comune di Napoli nel 2003 fu presentato un progetto denominato "T23" la quale prevedeva la costruzione di due fermate della linea 10 (collegamento tra Afragola AV e rete metropolitana di Napoli attraverso la stazione Capodichino-Di Vittorio) nel quartiere di San Pietro a Patierno, ai confini con i comuni di Casavatore e Casoria. Dopo anni passati nel dimenticatoio, il progetto è stato ripreso nel 2017 dalla Regione Campania sfruttando le risorse previste dal "Patto per lo sviluppo economico della regione Campania" per il quale al momento risulta finanziato lo studio di fattibilità e progettazione preliminare che doveva essere presentato entro il 2022.
Nel 2015 il quartiere è stato incluso nel progetto denominato "Porta Nord" a cura della società Last Project S.r.l., la quale prevedeva una stazione e linea monorotaia nella parte bassa del quartiere. Il progetto inoltre prevedeva la riqualificazione degli spazi circostanti la stazione. Al 2025 non risultano ulteriori sviluppi al riguardo.

### Aeroporto
Su gran parte del territorio di San Pietro a Patierno, che "divide" la parte alta da quella bassa, c'è l'Aeroporto Internazionale di Napoli-Capodichino.

## Sport

### Calcio
La vecchia società dell'A.C. San Pietro disputò molti campionati di Eccellenza e Promozione, per poi fallire. Attualmente il DBFS San Pietro, guidato dalle famiglie De Rosa e Fruggiero, milita nel campionato di Seconda Categoria 2024/25. 

### Tennis
L'Associazione Sportiva "Tennis San Pietro", a via Dietro la Croce, è un circolo sportivo che accoglie bambini, giovani e adulti con corsi di tennis per principianti e per le attività agonistiche, organizzati da ottimi maestri. Il sabato pomeriggio c'è il corso per bambini dai 4 ai 7 anni. La struttura è dotata di un campo coperto + 2 scoperti. È anche sede di tornei Open, di 4ª e 3ª categoria.